# 布特利齐农村居民点
布特利齐农村居民点（俄语：Бутылицкое сельское поселение）是俄罗斯联邦弗拉基米尔州梅连基区所属的一个农村居民点。其下辖有21个居民点，行政中心为布特利齐。据2016年统计，该农村居民点的人口为3325人。